# Первомайське (Смоленський район)
Первома́йське (рос. Первомайское) — село у складі Смоленського району Алтайського краю, Росія. Входить до складу Смоленської сільської ради.

## Населення
Населення — 433 особи (2010; 512 у 2002).
Національний склад (станом на 2002 рік):
- росіяни — 92 %